# 花相撲
花相撲（はなずもう）とは、相撲、特に大相撲における勝敗が番付や給金に反映されない興行のことであり、巡業、トーナメント相撲、親善相撲、奉納相撲、引退相撲などのことを言う。取り組みのほか初切、相撲甚句、横綱の綱締め、歌謡ショーなどのアトラクションが開催される。また、これから転じて他競技の類似のもの（プロ野球のオールスター戦など）を、通常の公式戦などより真剣度が薄い・優勝争いに関係しないという意味で花相撲ということもある。

## 花相撲の由来
奈良・平安時代にかけて行われた宮中行事の一つである相撲節会（すまひのせちえ）では、東方力士が勝つと朝日を受けて咲く葵（あおい）の花、西方力士が勝つと夕日を受けて咲く夕顔（ひょうたん）の花を自分の髪に差して退場した。力士は、その花を食料品や衣類に交換して褒美として受け取った。花相撲の由来は、この時代にさかのぼる。
江戸時代に入ると相撲興行が組織化され、客は贔屓力士や郷土力士が勝つと、土俵に自分の羽織や煙草盆を投げ入れた。力士は、これらを支度部屋に持ち帰り、客は帰りに支度部屋の力士を訪ねて引き換えに祝儀を与えた。いわゆる纏頭（はな）で、祝儀=花だけで興行していたため花相撲とも呼ばれた。

## 本場所にはない花相撲の特徴
- 花相撲では、取組がトーナメント方式で行われる場合がある。
- 稀に横綱五人掛かりが行われる場合もある。これは1人の横綱に対して格下の者が5人で次々に挑む試合の形式である。
  - 江戸時代には本場所で五人掛けが行われた例があった。
- 土俵入りについては、本場所には存在しない形式として、役力士全員による三役土俵入りが行われる場合がある。
- ケガで相撲が取れない状態の力士が、土俵入りのみ参加する場合がある。

## トーナメント相撲
日本大相撲トーナメント（通称：大相撲トーナメント）
2月開催。主催はフジテレビ。かつては土曜・日曜の2日間開催で1日目の優勝者と2日目の優勝者が優勝決定戦を行い、総合優勝を決定していたが、2003年からは1日制（日曜日のみ）に縮小された。2011年、2021年、2022年は実施されなかった。25年第四十九回はTVラジオ中継されず。
明治神宮例祭奉祝全日本力士選士権大会（通称：明治神宮相撲大会）
10月開催。主催は日本相撲協会。身体障害者、知的障害者、高齢者などを招待して開催される。大会は選抜戦で行われ力士が参加して行われるため、選士権と名付けられている。1988年、2020年、2021年は開催されなかった。

### 現在行われていないトーナメント相撲
大相撲最強決定戦（第14回までは「大相撲勝抜優勝戦」）
4月または6月開催。主催は日本テレビ、報知新聞社、読売新聞社、讀賣テレビ放送。3月場所または5月場所の番付にもとづく幕内全力士が出場し、トーナメント方式で優勝力士を決定する。また、十両力士による出身地別の十両東西対抗戦も同時に行われる。2007年は10月開催だった。2009年から休止となっている。「最強決定戦」は国技館開催だったが、「勝抜優勝戦」は国技館と大阪城ホールの交互開催だった。
大相撲王座決定戦
10月開催。主催はCBCで会場は名古屋レインボーホール。TBS系列で放映された。3つのブロックに分けてトーナメント戦を行い巴戦で優勝者を決定していた。2005年から休止となっている。

## 慈善相撲
NHK福祉大相撲
2月開催。主催はNHKとNHK厚生文化事業団。イベントとして力士と女性歌手による「お楽しみ歌くらべ」などが行われる。大会の純益で福祉自動車を購入し、全国の福祉施設や福祉団体に寄付される。2011年、2021年、2022年は開催を取り止めた。

### 現在行われていない慈善相撲
社会福祉大相撲
10月開催。主催はテレビ朝日とテレビ朝日福祉文化事業団。イベントとして関取と歌手のバラエティーショーなどが行われる。交通事故防止キャンペーンの一環として始まり、大会の純益は交通事故防止諸団体へ寄付される。2009年から休止となっている。

## 引退相撲
引退相撲は1月場所、5月場所、9月場所後の巡業のない期間に両国国技館で開催される。主催は引退する力士本人または後援会で、力士会が協力する。引退する力士が所属する一門の取り組み、引退力士の大銀杏を切り落とす断髪式などが行われる。

## 様式不明の花相撲
1931年に第1回が開催された「大日本相撲選士権」は引退から6年経った年寄・春日野（元横綱・栃木山）が現役力士を相次いで破って優勝したことで大会名が知られている。

## 天覧相撲
戦前までは天皇の相撲観戦は本場所に天皇が行幸する現在の形式ではなく、本場所とは別に基本的に宮中で天覧相撲が開催された。これは番付に影響しないという点では花相撲に属するが、天皇が観戦するということで力士の気合いの入りようは本場所並みであったという。なお、当時は天覧相撲開催時には通常の番付であれば中央の蒙御免と書かれる部分に賜天覧と記した専用番付が作られていた。

## 上覧相撲
明治から昭和戦前にかけての天覧相撲のように、江戸時代には徳川本家が観覧する上覧相撲が開催されていた。戦前の天覧相撲と同様、本場所の番付に直接の影響が無いという意味では花相撲に属するが、当時の力士にとっては上覧での成績次第では俸禄の増減や、場合によっては大名からの抱えの可否にまで影響したことから、本場所よりも上位の存在であった。

## 前夜祭
本場所のうち九州場所では、場所前に本場所と同じ福岡国際センターで「前夜祭」が開催されており、広義の花相撲に相当する。日本相撲協会・NHK福岡放送局の主催、NHK厚生文化事業団九州支局、西日本新聞社、福岡県共同募金会共催。内容は、横綱土俵入り、郷土出身力士の紹介、力士のど自慢など。
なお、名古屋場所でも同じく「前夜祭」が行われる（日本相撲協会・中日新聞社（名古屋場所の勧進元）・CBCテレビの主催）が、こちらは本場所と異なりCBCホールで行われ、内容も協会挨拶や力士とのトークショーが中心で、実際の取り組みや土俵入りなどは行われない。

## 地域芸能としての花相撲
この他、地域芸能のひとつとして「花相撲」と称して伝統を守っているところがある。赤ちゃん同士を、泣き声や笑い顔で勝負させるような珍事を「花相撲」と称して実施したり、女性が化粧廻しをつけて相撲甚句を披露するような芸能を「花相撲」と呼ぶ地域がある。